# Helina spuria
Helina spuria är en tvåvingeart som beskrevs av Malloch 1920. Helina spuria ingår i släktet Helina och familjen husflugor. Inga underarter finns listade i Catalogue of Life.